# Neoregelia kautskyi
Neoregelia kautskyi là một loài thực vật có hoa trong họ Bromeliaceae. Loài này được E.Pereira mô tả khoa học đầu tiên năm 1971.

## Hình ảnh

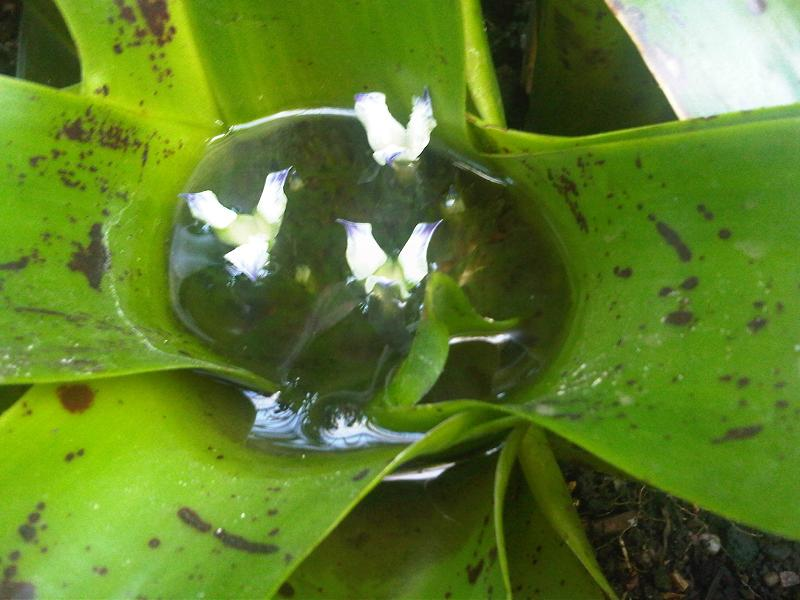
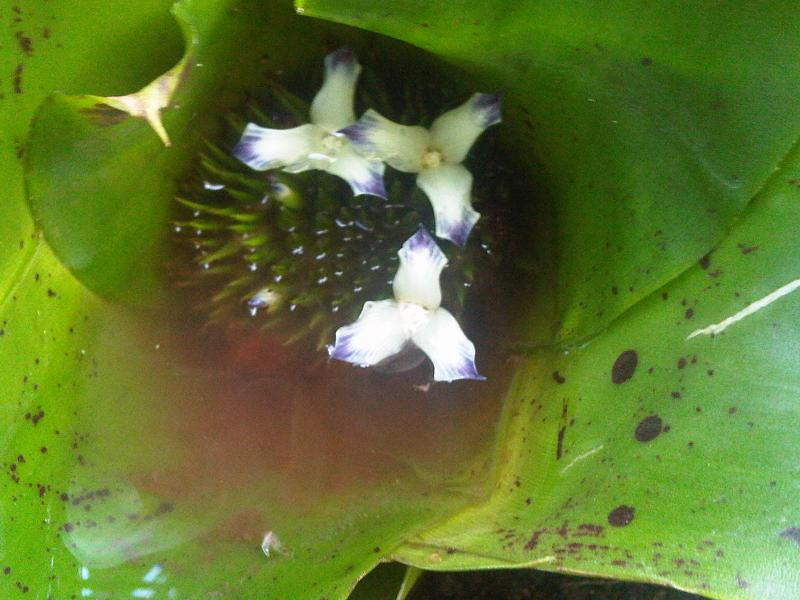
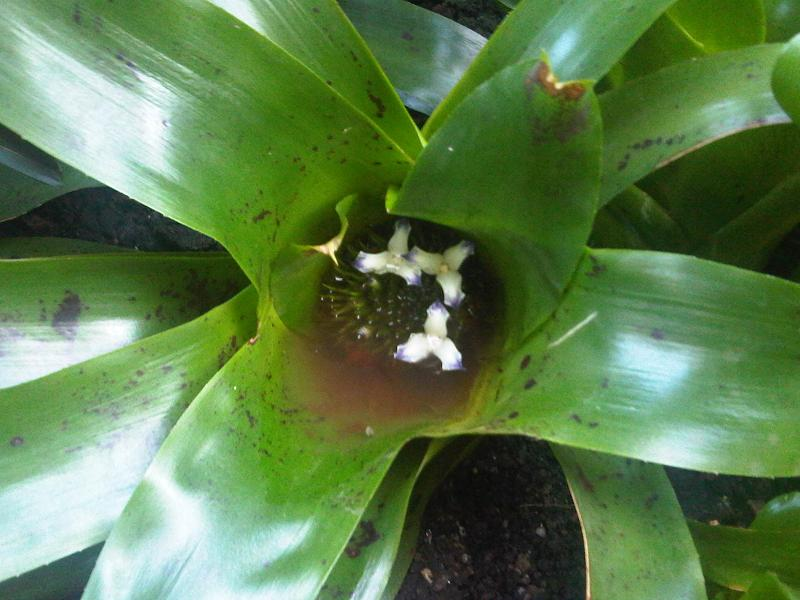
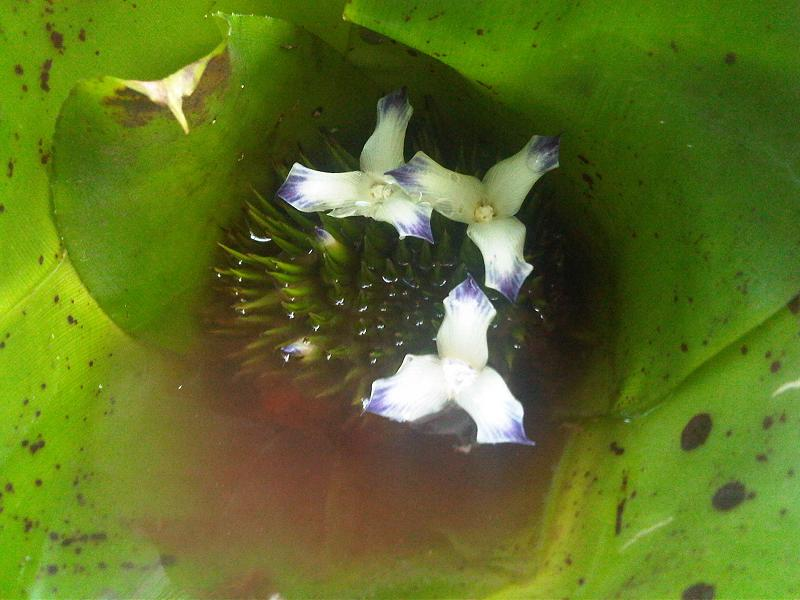